# Echinogammarus pinksteri
Echinogammarus pinksteri is een vlokreeftensoort uit de familie van de Gammaridae. De wetenschappelijke naam van de soort is voor het eerst geldig gepubliceerd in 1973 door Van Maren.